# Cantone di Danjoutin
Il Cantone di Danjoutin era una divisione amministrativa dell'arrondissement di Belfort.
È stato soppresso a seguito della riforma complessiva dei cantoni del 2014, che è entrata in vigore con le elezioni dipartimentali del 2015.
Comprendeva i comuni di:
- Andelnans
- Autrechêne
- Charmois
- Chèvremont
- Danjoutin
- Fontenelle
- Meroux
- Moval
- Novillard
- Pérouse
- Sevenans
- Vézelois